# Kára

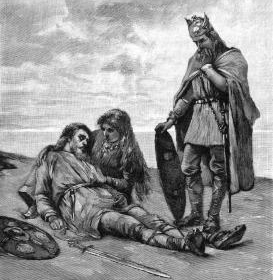
Ilustración de la edición sueca de la Edda Poética, redactada por Fredrik Sander en 1893. En ella aparecen Helgi, Sváva y Heðinn.

En la mitología nórdica, Kára es una valkiria.
Kára está atestiguada en el epílogo prosaico del poema Helgakviða Hundingsbana II de la Edda Poética. El epílogo detalla que "había una creencia en la religión pagana, que ahora consideramos un cuento de viejas, en que las personas podían reencarnarse," y se consideraba que la difunta valkiria Sigrún y su amor muerto Helgi Hundingsbane habían renacido como otra pareja de Helgi y valkiria; Helgi como Helgi Haddingjaskati y Sigrún como la hija de Halfdan, la valkiria Kára.
El epílogo dice que se puede encontrar información adicional sobre los dos en la obra Káruljóð. Sin embargo, el Káruljóð no ha sobrevivido.

## Etimología
La etimología del nombre Kára significa o bien "lo salvaje, lo tempestuoso" (del nórdico afkárr, que significa "salvaje") o bien "bucle, rizo, lo rizado, lo encrespado" (del nórdico kárr). Otto Höfler teoriza una conexión entre la etimología de "curl" y el nombre de culto odínico Odinkar que aparece en inscripciones rúnicas y que significa "el que lleva (¿largos?) rizos de Odín."